# Boys Noize
Boys Noize, de son vrai nom Alexander Ridha, est un producteur de musique électronique et DJ allemand. Depuis 2004, Boys Noize a fait paraître des EP sur les labels Kitsuné Music, Turbo et sur le label DJ Hell's International DeeJay Gigolo Records. Il est également à la tête de son propre label Boysnoize Records fondé en 2005.

## Biographie

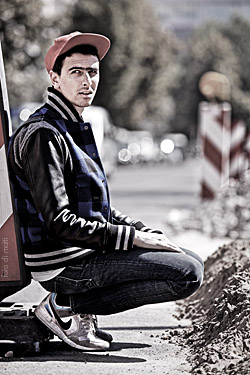
Boys Noize, Berlin 2009

Alexander Ridha est né en 1982 à Hambourg et vit actuellement à Berlin. Il mixe depuis 1996 et produit depuis 1998. Il mène différents projets sous différents alias : kiD Alex (electropop) (avec D.I.M.), Boys Noize (electro house), 909 D1sco (disco), Morgentau (Minimal), Einzeller, Puzique (avec D.I.M.) et Eastswest (avec Housemeister).
En 2005, il fonde son propre label Boysnoize Records. Son premier album, intitulé Oi Oi Oi et comprenant Don't Believe The Hype, est paru le 26 septembre 2007. Boys Noize s'est fait connaître en remixant des titres plus ou moins connus de différents genres, de l'électro au rock. Il a remixé des titres de Tiga, Para One, Feist, Depeche Mode ou bien encore Banquet de Bloc Party.
Boys Noize est également reconnu de ses pairs puisqu'il est joué par de nombreux DJ de la scène électronique moderne comme Erol Alkan, Justice, Digitalism, SebastiAn, Surkin, Para One, 2 Many DJ's, Tiga, ou encore The Bloody Beetroots.
L'année 2008 il produit le premier album de Siriusmo sur son label.
Son second album, Power, est sorti le 4 octobre 2009. Deux titres de cet album sont auparavant parus sur l'EP Starter : Starter et Jeffer.
En 2012 il crée avec Mr Oizo un groupe appelé Handbraekes et sortent un EP #1 dont la sortie passera relativement inaperçue malgré un fort effet d'annonce.
À l'occasion de la sortie de son troisième album Out of the Black en 2012, il engage l'artiste David Nicolas Honoré de Barzolff qui réalise le clip Stop en réalité virtuelle, ainsi que les réalisateurs Patrick Jean & Sebastien Loghman  pour concevoir et réaliser ses deux premiers clips Ich R U.
En 2015, il participe à l'album Electronica 1: The Time Machine de Jean-Michel Jarre sur la première piste de l'album : The Time Machine.
En avril 2018, il tweete que Lady Gaga a renversé de l'eau sur son synthétiseur modulaire. Gaga répond qu'elle l'a sauvé avec un sèche-cheveux. Cette petite histoire fait émerger des rumeurs sur une collaboration entre les deux artistes, qui se sont confirmées en mai 2020. En effet, Ridha a confirmé sur Twitter qu'il a écrit "Rain on Me" avec Gaga et BloodPop (en), chanson de Lady Gaga en duo avec Ariana Grande, sur son album Chromatica.

## Boys Noize et le milieu français
Boys Noize est très proche des DJ français, notamment des artistes du label Ed Banger de Busy P. Il a même déclaré dans une interview sur Equinox radio Barcelone que, avant son décès en 2011, DJ Mehdi était son meilleur ami.

## Discographie

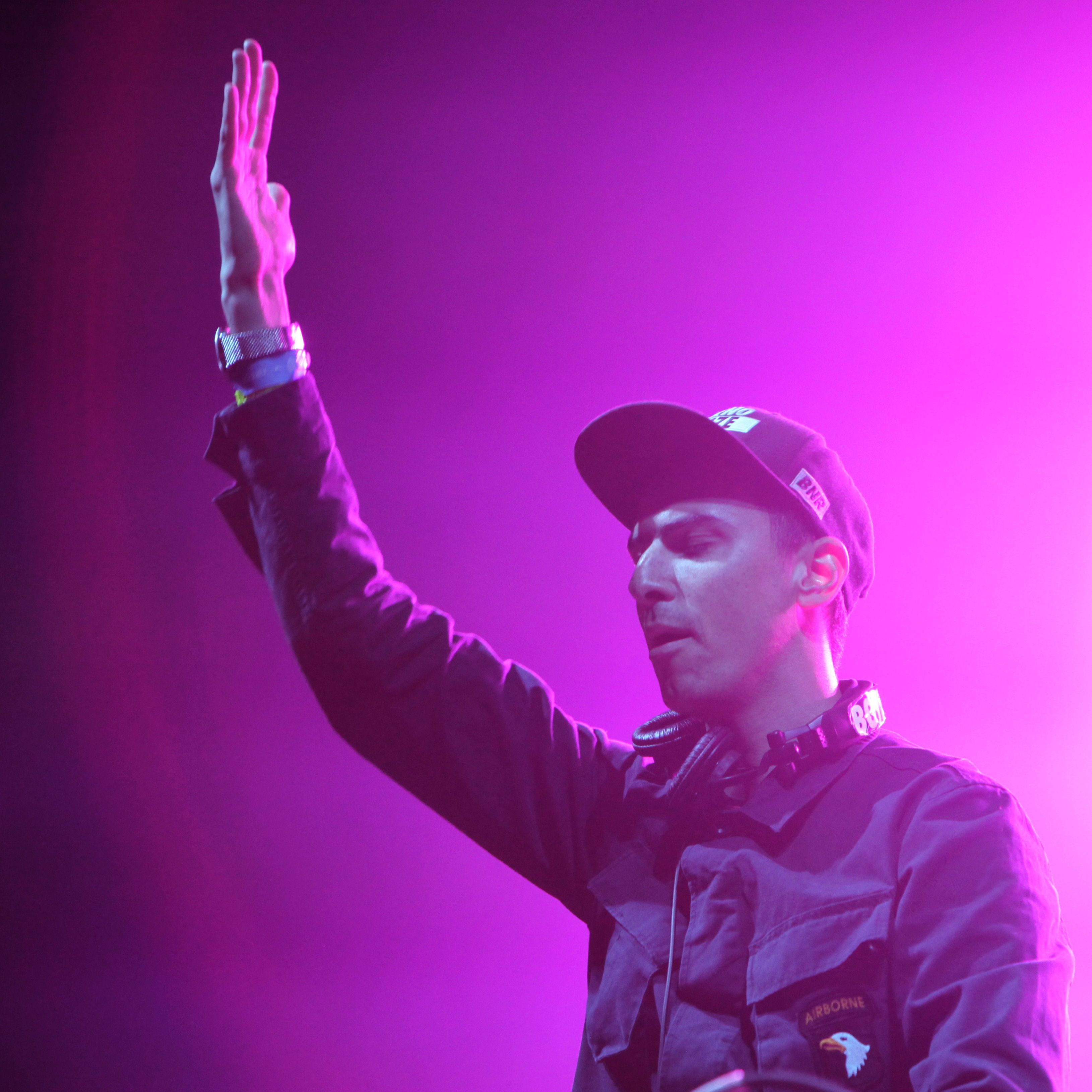
Boys Noize aux Eurockéennes de Belfort en 2011.

### Albums en collaboration
- 2014 - Octave Minds
- 2020 - Chromatica ("Rain on Me")

### Remixes
| Artiste               | Morceau                             | Label                 |
| --------------------- | ----------------------------------- | --------------------- |
| Lützenkirchen         | Daily Disco                         | Great Stuff           |
| Monster Magnet        | Space Lord                          | White-Unreleased 2004 |
| Göpfrich & Gerlach    | Auf der Lauer Aua Aua               | Spagat                |
| kiD Alex              | My Conversation                     | Island Records        |
| John Starlight        | Shadowbreaker                       | Boysnoize Records     |
| Foreign Islands       | Fine Dinning                        | Virgin Records / Nude |
| The Kreeps            | All I Wanna Do Is Break Some Hearts | Output                |
| Living Things         | Bom Bom Bom                         | Jive / Zomba          |
| I-Robots              | Frau                                | Boysnoize Records     |
| Bloc Party            | Banquet                             | Kitsuné               |
| Kaiser Chiefs         | Everyday I Love You Less & Less     | B Unique              |
| Para One              | Dudun-Dun                           | Institubes            |
| Shiny Toy Guns        | Le Disko                            | Mercury Records       |
| Tiga                  | Move My Body                        | Pias UK               |
| Teenage Bad Girl      | Cocotte                             | Citizen Records       |
| Alloy Mental          | Alloy Mental                        | Skint                 |
| Depeche Mode          | Personal Jesus                      | Mute Records          |
| Feist                 | My Moon, My Man                     | Universal             |
| Marilyn Manson        | Putting Holes In Happiness          | Universal             |
| Justice               | Phantom Pt. 2                       | Ed Banger Records     |
| Apparat               | Arcadia                             | Infiné                |
| Gonzales              | Working together (2 remixes)        | Mercury Records       |
| Cut Copy              | Lights and music                    | Modular               |
| Late Of The Pier      | Focker                              | Zarcorp               |
| The Chemical Brothers | Swoon                               | Virgin                |
| Daft Punk             | End Of Line                         | Walt Disney Records   |
| Rammstein             | Mein Herz Brennt                    | Universal             |
| Kavinsky              | Protovision                         | Record Makers         |
| Sébastien Tellier     | L'Amour Et La Violence              | Record Makers         |
| Pet Shop Boys         | Axis                                | x2 Recordings         |
| Justice               | Randy                               | Ed Banger Records     |